# Stadion GOSiR-u w Gorzycach
Stadion GOSiR-u – stadion piłkarski w Gorzycach, w powiecie tarnobrzeskim, w województwie podkarpackiem, w Polsce. Obiekt może pomieścić 3000 widzów. Swoje spotkania rozgrywają na nim piłkarze klubu Stal Gorzyce (w przeszłości stadion gościł występy tego zespołu w II lidze).